# Architekturbild e. V.
architekturbild e. V. ist ein Verein zur Förderung künstlerischer Architekturfotografie.
Der gemeinnützige Verein wurde im März 2003 in der Bundeskunsthalle Bonn gegründet und im selben Jahr ins Vereinsregister Stuttgart eingetragen.

## Europäischer Architekturfotografie-Preis architekturbild
Der Verein lobt den Europäischen Architekturfotografie-Preis architekturbild in Kooperation mit dem Deutschen Architekturmuseum in Frankfurt aus. Er organisiert und unterstützt Ausstellungen mit den prämierten Bildserien und publiziert diese Arbeiten in Katalogen.
Gegründet wurde der Preis 1995 unter dem Namen db architekturbild. Bis 2003 wurde er von der Zeitschrift db deutsche bauzeitung ausgelobt. Unterstützt wurde die Auslobung von 21 europäischen Architektur- und Fotografiezeitschriften, darunter die französische Zeitschrift L'Architecture d'Aujourd'hui und die italienische Kulturzeitschrift Domus. 2004 übernahm der Verein die Betreuung des Preises, der damit unabhängig und im Sinne kultureller Gemeinnützigkeit weitergeführt wird. Mit dem Fotografiepreis soll nach Angaben von architekturbild e. V. die Qualität des Mediums Fotografie als Kunstform gefördert werden.
Der Preis wird alle zwei Jahre jeweils zu einem bestimmten Thema ausgelobt und 2019 zum dreizehnten Mal verliehen. Die Themen lauteten:
- 1995 „Mensch und Architektur“
- 1997 „Architektur schwarzweiß“
- 1999 „Architektur im Kontext“
- 2001 „Visionen in der Architektur“
- 2003 „Urbane Räume“
- 2005 „Arbeitsplätze“
- 2007 „Mein Lieblingsplatz“
- 2009 „Neue Heimat“
- 2011 „Dazwischen“
- 2013 „Im Brennpunkt“
- 2015 „Nachbarschaft“
- 2017 „Grenzen | Borders“
- 2019 „Joyful Architecture“
- 2021 „Das Urbane im Peripheren I The Urban in the Periphery“
- 2023 „Provisorium – Stopgap“

Am Europäischen Architekturfotografie-Preis architekturbild 2013 haben sich 175 Fotografen aus 14 Ländern beteiligt, beim letzten EAP 2021 waren 90 Teilnehmer aus neun Ländern dabei. Der Preis ist mit 6.000 Euro dotiert: der Erste Preis mit 4.000 Euro, die beiden Zweiten Preise mit jeweils 1.000 Euro. Außerdem vergeben die Juroren mehrere Auszeichnungen und Anerkennungen. Diese insgesamt 28 Bildserien werden ausgestellt, außerdem online und in einem Katalog dokumentiert. Zu den zentralen und langjährigen Kooperationspartnern des Vereines gehören das Deutsche Architekturmuseum (DAM) in Frankfurt/Main und die Bundesstiftung Baukultur in Berlin.
Seit 2009 finden Preisverleihung und Erstausstellung im Deutschen Architekturmuseum in Frankfurt statt. Danach werden die Bilder in verschiedenen Galerien, Museen, auf Messen und bei Festivals gezeigt, u. a. im Kasseler Architekturzentrum im Kulturbahnhof (KAZimKUBA), in der Bundeskunsthalle in Bonn, in der vhs-photogalerie in Stuttgart und an verschiedenen Goethe-Instituten.